# Xã Franklin, Quận Houghton, Michigan
Xã Franklin (tiếng Anh: Franklin Township) là một xã thuộc quận Houghton, tiểu bang Michigan, Hoa Kỳ. Năm 2010, dân số của xã này là 1.466 người.